# Biyangdo
Biyangdo (koreanska: 비양도) är en ö i Sydkorea.   Den ligger i provinsen Jeju, i den södra delen av landet, 500 km söder om huvudstaden Seoul. Arean är 0,77 kvadratkilometer.
Terrängen på Biyangdo är lite kuperad. Öns högsta punkt är 88 meter över havet. Den sträcker sig 1,0 kilometer i nord-sydlig riktning, och 1,1 kilometer i öst-västlig riktning.  Trakten runt Biyangdo består till största delen av jordbruksmark.